# Guilherme IV de Angolema
Guilherme IV de Angolema foi o Conde de Angolema de 1140 a 1178. Herdou o território de seu pai, Vulgrino II de Angolema.
Foi após ele que o território foi dividido entre os seus três filhos: Vulgrino III de Angolema (o mais velho), Guilherme V de Angolema e Aymer de Angolema.
Após a morte de Aymer, o território não passou para a sua filha Isabel de Angolema, Rainha consorte de João de Inglaterra, mas sim para a filha de Vulgrino III, Matilda de Angolema, que casaria com Hugo IX de Lusignan, pai de Hugo X de Lusignan.